# Bendor Range
Bendor Range är ett berg i Kanada.   Det ligger i provinsen British Columbia, i den sydvästra delen av landet, 3 500 km väster om huvudstaden Ottawa. Toppen på Bendor Range är 2 918 meter över havet.
Terrängen runt Bendor Range är bergig norrut, men söderut är den kuperad. Bendor Range är den högsta punkten i trakten. Trakten runt Bendor Range är nära nog obefolkad, med mindre än två invånare per kvadratkilometer.. Det finns inga samhällen i närheten.
I omgivningarna runt Bendor Range växer i huvudsak barrskog.